# Michael Loewe

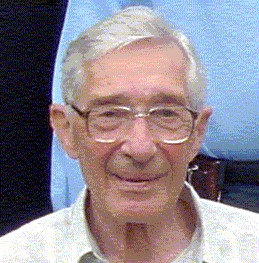
Michael Loewe, 2005

Michael Arthur Nathan Loewe (* 2. November 1922 in Oxford; † 1. Januar 2025) war ein britischer Sinologe.

## Leben
Michael Loewe wurde als Urenkel des schlesischen Orientalisten Louis Loewe geboren. Er besuchte die Perse School in Cambridge und das Magdalen College der Oxford University. 1942 verließ er Oxford, um für den britischen Geheimdienst im Government Communications Headquarters als Experte für japanische Angelegenheiten zu arbeiten, beschäftigte sich in seiner Freizeit aber weiter mit klassischem Chinesisch.
Das Londoner School of Oriental and African Studies verlieh ihm 1951 den First Class Honors Degree, und 1956 verließ er den Regierungsdienst, um als Lecturer für ostasiatische Geschichte an der University of London zu lehren. Von Oxford erhielt er 1963 die Doktorwürde. Später lehrte er an der University of Cambridge – er war dort von 1968 bis 1990 Fellow der Clare Hall. 1990 zog er sich von dieser Position zurück, um sich ganz seinen Studien zu widmen, er war seitdem Fellow Emeritus der Clare Hall. Außerdem war er dort Ehrenmitglied.
Der von ihm herausgegebene bibliographische Führer Early Chinese texts (Frühe chinesische Texte) stellt eine der wenigen westlichen Einführungen in das Themenfeld der alten chinesischen Texte bis in die Han-Zeit dar.
Zusammen mit Edward L. Shaughnessy gab er den Band der Cambridge History of Ancient China heraus, der den gewaltigen Zeitraum der Ursprünge der chinesischen Zivilisation bis ins Jahr 221 behandelt.
2002 wurde Loewe in die American Academy of Arts and Sciences gewählt.
Loewe starb am 1. Januar 2025 im Alter von 102 Jahren.

## Schriften
- Michael Loewe (Hrsg.): Early Chinese texts: a bibliographical guide. Berkeley, California: The Society for the Study of Early China & the Institute of East Asian Studies, University of California, Berkeley, 1993 (Early China special monograph series; no. 2), ISBN 1-55729-043-1 (Online)
- Michael Loewe und Edward L. Shaughnessy: The Cambridge History of Ancient China: From the Origins of Civilization to 221 BC.
- Imperial China: the Historical background to the Modern Age. London: George Allen and Unwin, 1966.
- Records of Han Administration; volume I: Historical Assessment; volume II: Documents. Cambridge: Cambridge University Press, 1967; reprinted London: RoutledgeCurzon, 2002.
- Everyday Life in Early Imperial China during the Han Period. London: B.T. Batsford, 1968; reprinted New York: Dorset Press, 1988; Hackett Publishing Company, Mass. 2005.
- Crisis and Conflict in Han China. London: George Allen and Unwin, 1974 ISBN 0-415-36161-3; reprinted London: Routledge, 2005.
- Ancient Cosmologies. London: George Allen and Unwin, 1975.
- Ways to Paradise: the Chinese Quest for Immortality. London: George Allen and Unwin, 1979; reprinted Taipei: SMC, 1994.
- Divination and Oracles. London: George Allen and Unwin, 1981.
- Chinese Ideas of Life and Death: Faith, Myth and Reason in the Han Period. London: George Allen and Unwin, 1982; reprinted Taipei: SMC, 1994; Hackett Publishing Company, Mass. 2005; Chinese translation 1991; Korean translation 1992.
- The Cambridge History of China: volume I. Cambridge: Cambridge University Press, 1986; Chinese translations: Beijing: Zhongguo shehui kexueyuan, 1992; Taipei: Nan-t’ien shu-chü, 196.
- The Pride that was China. London: Sidgwick and Jackson, 1990.
- Early Chinese texts: a bibliographical guide. Berkeley: The Society for the Study of Early China and the Institute of East Asian Studies, University of California, 1993; Chinese translation: Shenyang: Liaoning chubanshe, 1997.
- Divination, Mythology and Monarchy in Han China. Cambridge: Cambridge University Press, 1994. ISBN 0-521-45466-2
- The Cambridge History of Ancient China. Cambridge: Cambridge University Press, 1999. ISBN 0-521-47030-7
- A Biographical Dictionary of the Qin, Han and Xin Dynasties. Leiden: E.J.Brill, 2000.
- The Men who Governed China in Han Times. Leiden: E.J.Brill, 2004.
- Supplementary Volume to the Cambridge History of China: volume I (in progress).